# Charles Colbert de Croissy
Pour les articles homonymes, voir Colbert et Croissy.
Pour les autres membres de la famille, voir Famille Colbert.
Charles Colbert de Croissy, né à Reims le 5 août 1629 et mort à Versailles le 26 juillet 1696, est un administrateur, diplomate et homme d'État français.

## Carrière administrative
Charles Colbert est le fils de Nicolas Colbert de Vandières et de Marie Pussort. Il appartient à une famille de marchands et de banquiers champenois de Reims. Il est le frère cadet de Jean-Baptiste Colbert. Dans le sillage de son frère, commis de Michel Le Tellier, le secrétaire d'État de la Guerre, il est nommé en 1654 intendant des armées de Catalogne, Provence et Naples. L'année suivante, il achète une charge de conseiller au parlement de Metz et en 1656 est nommé intendant d’Alsace, poste qu'il cumule avec l'intendance des Trois-Évêchés en 1661. Président du Conseil supérieur d'Ensisheim et président à mortier au parlement de Metz en 1662, il est à la fois un administrateur, un magistrat et un agent diplomatique pour le compte du cardinal Mazarin, se rendant plusieurs fois en Allemagne pour participer à des négociations.
En 1663, il quitte l'Est de la France pour servir comme intendant en Touraine, Anjou et Maine et commissaire du roi aux États de Bretagne en 1663 et 1665. De passage en Bretagne en 1665, il établit un rapport circonstancié sur l'abbaye Notre-Dame du Tronchet. En 1666, il passe intendant d'Amiens et de Soissons et sert comme intendant d'armée pendant la guerre de Dévolution. Après avoir été brièvement intendant de la Flandre conquise, il couronne sa carrière administrative par le poste prestigieux d'intendant de Paris, fonction qui recouvre non pas Paris mais l'Île-de-France (1668-1675).

## Carrière diplomatique
Dans les faits, Croissy, dont la carrière s'oriente définitivement vers la diplomatie, n'aura guère l'occasion d'exercer ce dernier emploi d'intendant. En 1668, il est l’un des plénipotentiaires du congrès d’Aix-la-Chapelle, puis ambassadeur à Londres, pour négocier une alliance avec l'Angleterre de Charles II. Les pourparlers aboutissent au traité de Douvres du 1er juin 1670. Entre 1676 et 1678, il est un des négociateurs français qui siègent au congrès de Nimègue aboutissant au traité de Nimègue de 1678.
Maître des requêtes depuis 1663, conseiller d’État semestre depuis 1668, conseiller d’État ordinaire depuis février 1669, Croissy acquiert un office de président à mortier au Parlement de Paris le 26 août 1679. Il se trouve en Bavière comme envoyé extraordinaire de Louis XIV auprès de l'électeur pour demander la main de sa sœur Marie-Anne-Victoire en faveur du dauphin Louis lorsqu'il apprend la disgrâce de  Pomponne et sa nomination pour lui succéder dans la charge de secrétaire d'État des Affaires étrangères (1679).

## Carrière ministérielle
Il prend ses fonctions le 22 janvier 1680, son frère aîné ayant assuré son intérim dans l'attente de son retour en France.
Secrétaire d'État et ministre d'État, Croissy est à la fois un des concepteurs et le principal artisan de la politique des Réunions de Louis XIV, qui aboutit à la guerre de la Ligue d'Augsbourg. Réputé âpre et brutal avec les diplomates étrangers, il reflète par son attitude l'orgueil du monarque à l'apogée de son règne, entre 1679 et 1688. Ezéchiel Spanheim peint le ministre « bon et bienfaisant par inclination, chagrin ou emporté par tempérament ou par accident, traitable ou difficile par intervalle et par la nature des affaires, et ainsi commode ou fâcheux par les mêmes endroits, d’ailleurs appliqué par devoir, habile par routine, jaloux de son poste, et enfin fort soumis aux volontés du roi ». Saint-Simon le décrit comme « un homme d’un esprit sage, mais médiocre, qu’il réparait par beaucoup d’application et de sens, et qu’il gâtait par l’humeur et la brutalité naturelle de sa famille ».
Durant son ministère, Croissy n'est jamais seul à définir la politique extérieure de la France : Louis XIV fixe le cap, et ses collègues, Louvois et Seignelay, empiètent volontiers sur ses attributions. Il prépare les négociations du traité de Ryswick de 1697.

## Vie privée
En 1664, il avait épousé Françoise Béraud, fille d'un riche financier, qui lui apporta la terre de Croissy, avec Torcy, dont il prit le nom et qui fut érigée en marquisat en sa faveur en juillet 1676. Ils eurent sept enfants : 
- Jean-Baptiste Colbert, marquis de Torcy, successeur de son père ;
- Charles-Joachim (1667-1738), agent général du clergé, évêque de Montpellier ;
- Louis-François-Henri, comte de Croissy (1676-1747), militaire et diplomate ;
- Marie-Françoise (1671-1724), mariée en 1696 au marquis de Bouzols ;
- Charlotte (1678-1765), abbesse de Maubuisson ;
- Marguerite-Thérèse (1682-1769), mariée au marquis de Reynal (1701), puis au duc de Saint-Pierre, grand d’Espagne (1705). Baptisée à Versailles le 8 juin 1682 avec pour parrain de messire Charles Honoré d'Albert, duc de Chevreuse, et pour marraine Catherine Therèse de Matignon, femme de messire Jean-Baptiste Colbert, marquis de Seignelay, châtelain de Blainville ;
- Olympe-Sophie (1686-1705), morte sans avoir été mariée.

Mort à Versailles, Colbert fut enterré à Paris, dans l'église Saint-Eustache, comme son frère Jean-Baptiste treize ans plus tôt.
Il eut pour successeur son fils Jean-Baptiste Colbert de Torcy ; auquel il avait assuré la survivance de sa charge de secrétaire d'État dès 1689.

## Écrits
- La Bretagne de Louis XIV. Mémoires de Colbert de Croissy (1665) et de Béchameil de Nointel (1698), Philippe Jarnoux, Pierrick Pourchasse et Gauthier Aubert (textes prés. et annot. par), Presses universitaires de Rennes, 2016, [présentation en ligne]  (ISBN 978-2-7535-5119-0)